# Anorostoma fumipenne
Anorostoma fumipenne är en tvåvingeart som beskrevs av Gill 1962. Anorostoma fumipenne ingår i släktet Anorostoma och familjen myllflugor.
Artens utbredningsområde är Oregon. Inga underarter finns listade i Catalogue of Life.